# Vestervang
Vestervang ist eine dänische Ortschaft mit weniger als 200 Einwohnern (Stand 1. Januar 2023) auf Seeland. Die Ortschaft liegt im Kirchspiel Ishøj (Ishøj Sogn), das bis 1970 zur Harde Smørum Herred im damaligen Amt Kopenhagen gehörte. Mit der Auflösung der Hardenstruktur wurde das Kirchspiel in die Kommune Ishøj aufgenommen, diese blieb mit der Kommunalreform zum 1. Januar 2007 unverändert, gehört aber seitdem zur Region Hovedstaden.
Vestervang liegt etwa zwei Kilometer westlich von Ishøj Landsby und ebenfalls circa zwei Kilometer östlich von Torslunde. 

## Persönlichkeiten
- Hermod Lannung (1895–1996), Jurist und Politiker